# Aznar I Galíndez
Aznar I Galíndez (+-775 – 839) was graaf van Aragón van 809 tot 820.
Aznar I Galíndez, ook genoemd Aznard of Achinard, volgde Aureolus van Aragón op na diens dood. Deze Aureolus was geen graaf, maar bevelhebber namens de Franken over het gebied rondom de rivier Aragón.
Na de tweede slag om Roncesvalles in 812 bevond de vallei van de rivier Aragón zich in het invloedsgebied van de Franken. Aznar werd door de Frankische Pepijn I van Aquitanië, een zoon van Lodewijk de Vrome, benoemd tot de eerste graaf van Aragón.
In 819 werd het aangrenzende Pamplona geregeerd door het Huis Iñiga. De troepen van koning Ínigo Íñiguez Arista troepen drongen Aragón binnen. Iñigo sloot een bondgenootschap met García Galíndez, bijgenaamd Garcia de Slechte, die getrouwd was met Aznars dochter Matrona. 
Garcia Galíndez verbrak daarbij het huwelijk met Matrona om vervolgens te trouwen met een dochter van Iñigo. 
In 820 werd Aznar door zijn vroegere schoonzoon uit Aragón verbannen. Aznar verloor dus zijn macht over Aragón maar kreeg in ruil voor zijn trouw aan de Frankische vorsten de graafschappen Urgell en Cerdanya toegewezen. 
Aznar was graaf van Urgell en Cerdanya van 820 tot aan zijn dood in 839. Sommige bronnen vermelden ook dat hij tevens graaf van Jaca was. 
Aznar trouwde met Eneca Garcés, waarvan tegenwoordig vermoed wordt dat ze een adellijke dame afkomstig uit de Gascogne was. 

## Nageslacht
- Matrona, getrouwd met García Galíndez.
- Eilo
- Centulfo
- Galindo I Aznárez, graaf van Urgell